# Andes bakeri
Andes bakeri är en insektsart som beskrevs av Frederick Arthur Godfrey Muir 1925. Andes bakeri ingår i släktet Andes och familjen kilstritar.
Artens utbredningsområde är Singapore. Inga underarter finns listade i Catalogue of Life.